# بالنژر
بالنژر (انگلیسی: Bellanger) شرکت خودروسازی فرانسوی بود، که در سال ۱۹۱۲ تأسیس شد و در سال ۱۹۲۵ توسط شرکت پژو خریداری گردید.